# 킴 즈메스칼
킴벌리 린 즈메스칼 버데트(Kimberly Lynn Zmeskal Burdette, 1976년 2월 6일 ~ )는 은퇴한 미국의 체조 코치이자 1991년 세계 종합 챔피언이다. 1991년 세계 선수권 대회에서 은메달을 획득한 미국 팀의 일원(세계 선수권 대회에서 미국 여성이 획득한 첫 번째 단체 메달)으로, 그녀는 세계 선수권 대회에서 종합 우승을 차지한 최초의 미국 여성이자 종합에서 모든 색깔의 세계 선수권 메달을 획득한 최초의 선수였다. 미국 국가 종합 챔피언(1990-92)을 세 번이나 차지한 즈메스칼은 1992년 균형 빔과 마루 운동 모두에서 세계 챔피언이었으며, 1992년 스페인 바르셀로나에서 열린 하계 올림픽에서 동메달을 획득한 미국 팀의 일원이었다. 또한 바르셀로나에서 열린 예선 라운드에서 가장 높은 선택적 종합 점수를 기록했다.